# Kloster Ohrbeck

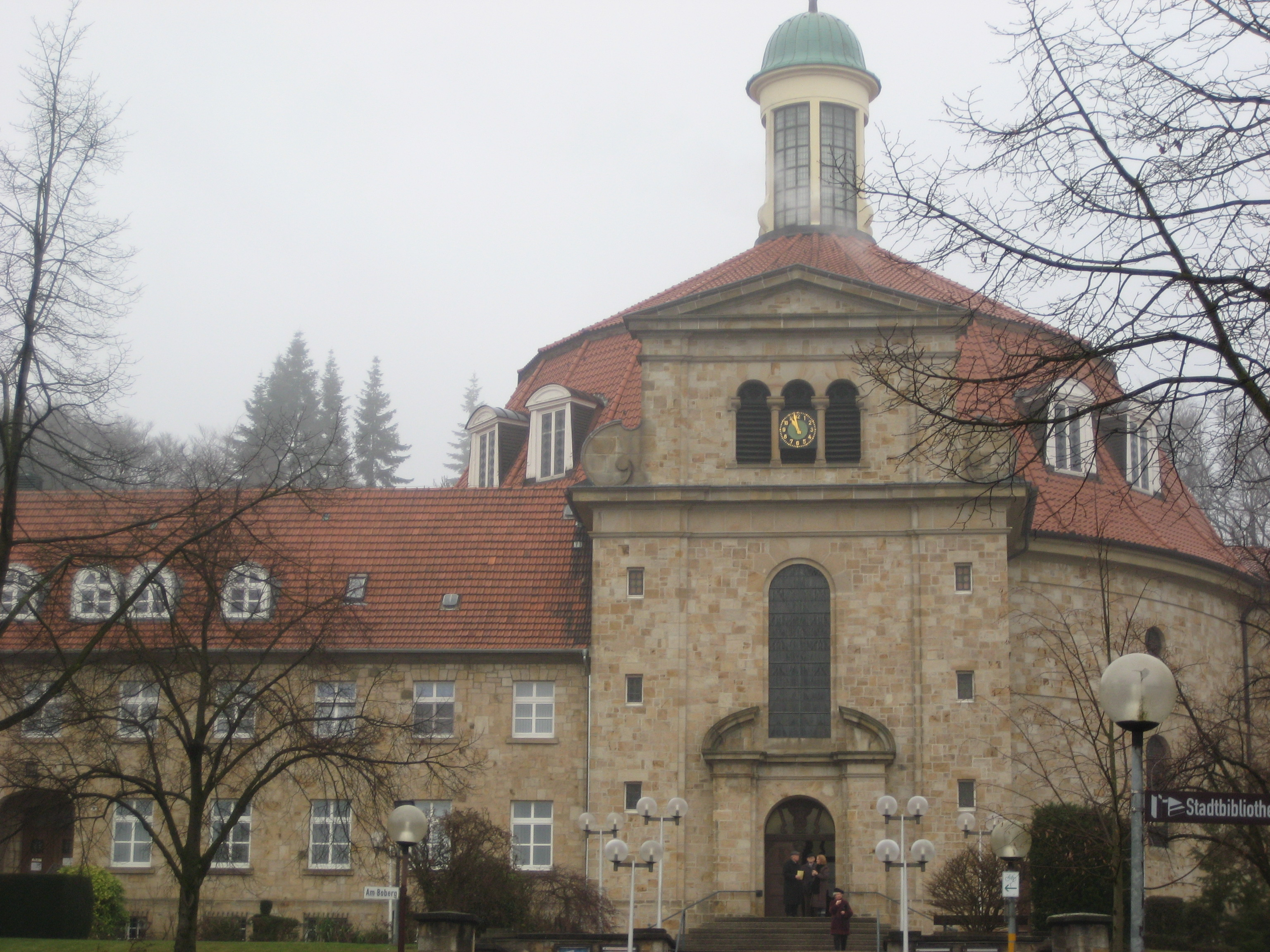
Klosterkirche und Kloster Ohrbeck

Kloster Ohrbeck ist eine Niederlassung der Franziskaner (OFM) in Holzhausen, einem Stadtteil von Georgsmarienhütte im Landkreis Osnabrück (Niedersachsen). Der Orden der Franziskaner und das Bistum Osnabrück betreiben im Kloster die Bildungsstätte und Heimvolkshochschule „Haus Ohrbeck“.

## Geschichte

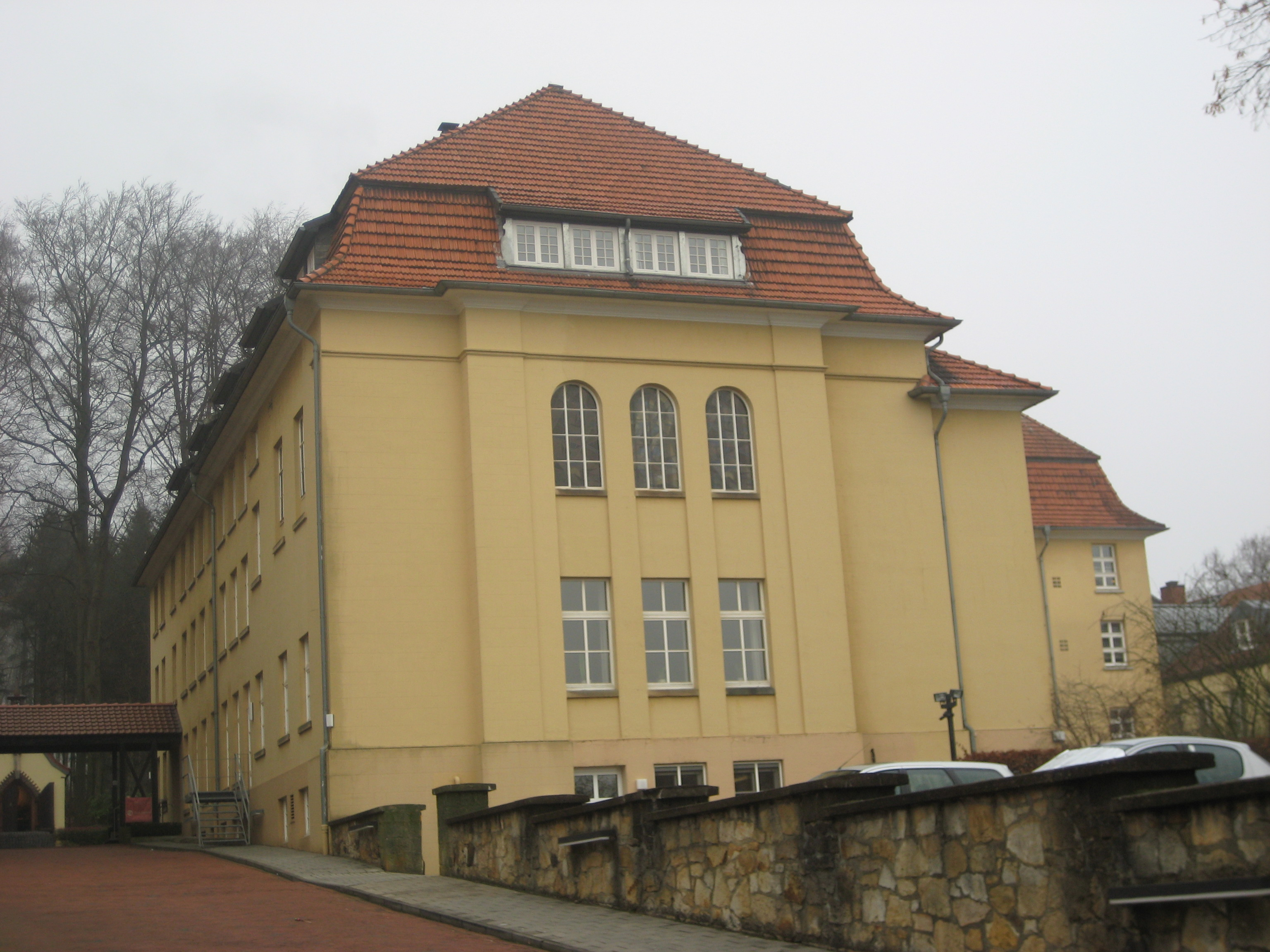
Haus Ohrbeck

Nach dem Ende des Ersten Weltkriegs wuchs in der katholischen Bevölkerung der Bauerschaften Holzhausen und Ohrbeck der Wunsch nach einem Franziskanerkloster in ihrem Gebiet. Der Bauer Poggemann stellte dafür 1916 ein vier Hektar großes Waldgebiet am Hang des Bobergs an der Grenze zu Holzhausen zur Verfügung. Im selben Jahr gab die Regierung Preußens die Genehmigung für die Errichtung des Klosters. Die ersten Brüder der Sächsischen Franziskanerprovinz (Saxonia) kamen am 18. Juni 1918 nach Ohrbeck und bezogen im August 1919 in eine Baracke aus Holz. Exerzitienhaus, Kloster und Klosterkirche wurden 1926 nach Plänen des Architekten Johannes Nellesen aus Münster fertiggestellt; seitens der Franziskaner trug Pater Didakus Falke die Verantwortung.
Der Osnabrücker Bischof Hermann Wilhelm Berning weihte die Klosterkirche am 22. September 1929, die das Patrozinium des heiligen Antonius von Padua trägt. In der Zeit des Nationalsozialismus geriet das Kloster ins Visier des Staates. Die Geheime Staatspolizei beschlagnahmte das Kloster im Jahr 1941 und vertrieb die Ordensleute. Das Exerzitienhaus wurde ab 1942, nachdem die damaligen Städtischen Krankenanstalten in Osnabrück durch Bombardement beschädigt worden waren, als Notkrankenhaus genutzt. Nach Ende des Zweiten Weltkriegs 1945 kehrten die Franziskaner zurück, das Exerzitienhaus diente noch bis 1953 als Krankenhaus. Die Beschlagnahme des Klosters wurde 1951 offiziell aufgehoben.
Seit 1971 befindet sich im Nordwestteil des Klostergebäudes das „Haus Ohrbeck“, eine katholische Bildungsstätte, die 1974 vom Niedersächsischen Kultusministerium als Heimvolkshochschule anerkannt wurde. Gründer und erster Leiter (bis 1983) des Hauses Ohrbeck und gleichzeitig Guardian des Konvents war Constantin Pohlmann OFM, der vorher von 1967 bis 1973 Provinzial der Sächsischen Franziskanerprovinz gewesen war. 1987 entstand ein Erweiterungsbau für die Bildungsstätte, der am 28. Juni 1988 vom Osnabrücker Bischof Ludwig Averkamp geweiht wurde. 1997 wurde eine umfangreiche Restaurierung der Klosterkirche abgeschlossen. Seit 2004 findet die Internationale Jüdisch-Christlichen Bibelwoche als gemeinsame Veranstaltung des Bibelforums Haus Ohrbeck und des Leo Baeck College im Haus Ohrbeck statt. 
Heute gehört das Kloster zur Deutschen Franziskanerprovinz (Germania), die 2010 durch Fusion der deutschen Ordensprovinzen entstand. 

## Bauwerke
- Die Klosterkirche, ein neobarocker Kuppelbau, wurde nach dem Vorbild der Kirche Sant’ Agnese in Agone an der Piazza Navona in Rom aus Sandstein gebaut. Das Wandgemälde des gekreuzigten Christus von 1997 hinter dem Altar stammt von dem Maler Hermann Gottfried aus Herkenrath. Der Osnabrücker Bildhauer Ludwig Nolde schuf das Andachtsbild „Gott und die Sünde“. Die Taufkapelle ist mit dem Corpus Christi von 1929, geschaffen von dem Osnabrücker Bildschnitzer Krieger, ausgestattet.
- Das Klostergebäude, in dessen Nordwestteil sich die Heimvolkshochschule befindet, ist ein zweistöckiger Bau.
- Das Exerzitienhaus ist zwei- und dreistöckig mit einem Mansarddach.
- Die Kapelle Maria Waldrast zwischen Klosterkirche und Exerzitienhaus wurde 1932 gebaut.